# Pseudanhammus
Pseudanhammus is een kevergeslacht uit de familie van de boktorren (Cerambycidae). De wetenschappelijke naam van het geslacht werd voor het eerst geldig gepubliceerd in 1889 door Ritsema.

## Soorten
Pseudanhammus is monotypisch en omvat slechts de volgende soort:
- Pseudanhammus keili Ritsema, 1889